# Henry County (Georgia)
Das Henry County ist ein County im Bundesstaat Georgia der Vereinigten Staaten. Verwaltungssitz (County Seat) ist McDonough, das nach Captain Thomas Macdonough benannt wurde, dem Sieger über die Briten am Lake Champlain im Britisch-Amerikanischen Krieg von 1812.

## Geographie
Das County liegt im mittleren Nordwesten von Georgia und hat eine Fläche von 840 Quadratkilometern, wovon fünf Quadratkilometer Wasseroberfläche sind und grenzt im Uhrzeigersinn an folgende Countys: Rockdale County, Newton County, Butts County, Spalding County, Clayton County und DeKalb County.
Das County ist Teil der Metropolregion Atlanta.

## Geschichte
Henry County wurde am 15. Mai 1821 als 50. County von Georgia aus Land der Creek-Indianer gebildet. Benannt wurde es nach Patrick Henry.

## Demografische Daten

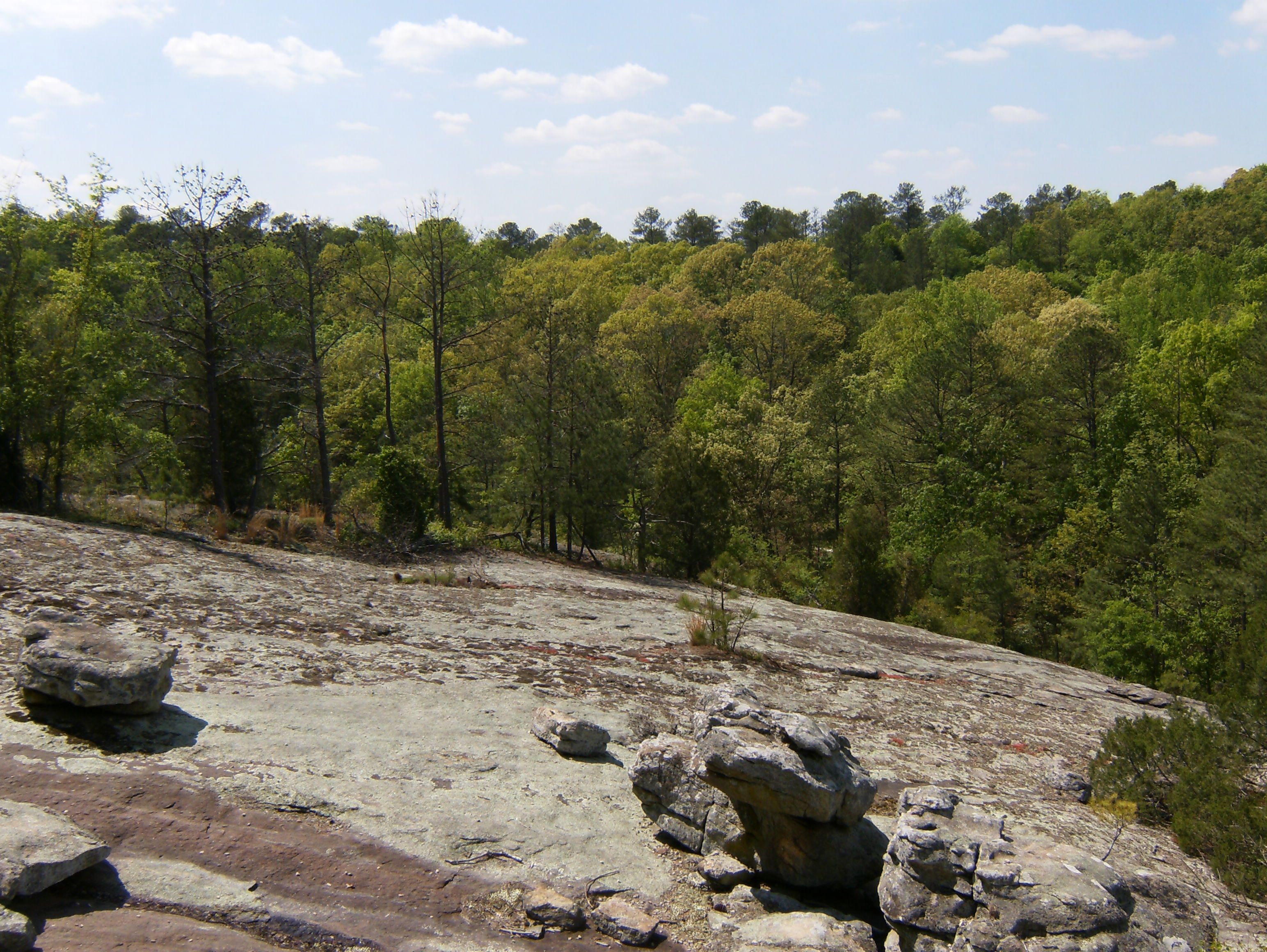
Blick vom Panola Mountain

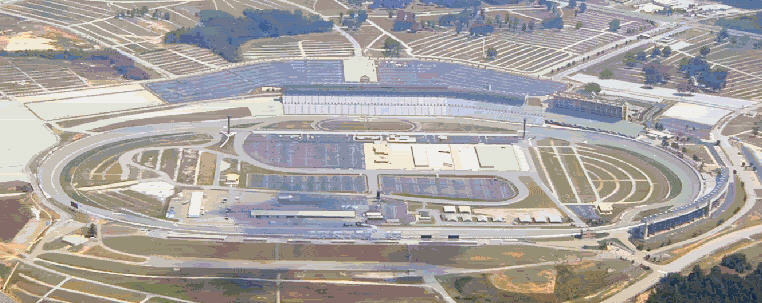
Blick auf den Atlanta Motor Speedway

Laut der Volkszählung von 2010 verteilten sich die damaligen 203.922 Einwohner auf 70.255 bewohnte Haushalte, was einen Schnitt von 2,89 Personen pro Haushalt ergibt. Insgesamt bestehen 76.533 Haushalte.
77,5 % der Haushalte waren Familienhaushalte (bestehend aus verheirateten Paaren mit oder ohne Nachkommen bzw. einem Elternteil mit Nachkomme) mit einer durchschnittlichen Größe von 3,29 Personen. In 45,6 % aller Haushalte lebten Kinder unter 18 Jahren sowie in 18,0 % aller Haushalte Personen mit mindestens 65 Jahren.
32,1 % der Bevölkerung waren jünger als 20 Jahre, 25,8 % waren 20 bis 39 Jahre alt, 29,2 % waren 40 bis 59 Jahre alt und 12,9 % waren mindestens 60 Jahre alt. Das mittlere Alter betrug 35 Jahre. 48,0 % der Bevölkerung waren männlich und 52,0 % weiblich.
55,0 % der Bevölkerung bezeichneten sich als Weiße, 36,9 % als Afroamerikaner, 0,3 % als Indianer und 2,9 % als Asian Americans. 2,5 % gaben die Angehörigkeit zu einer anderen Ethnie und 2,4 % zu mehreren Ethnien an. 5,8 % der Bevölkerung bestand aus Hispanics oder Latinos.
Das durchschnittliche Jahreseinkommen pro Haushalt lag bei 60.424 USD, dabei lebten 12,9 % der Bevölkerung unter der Armutsgrenze.

## Kultur und Sehenswürdigkeiten

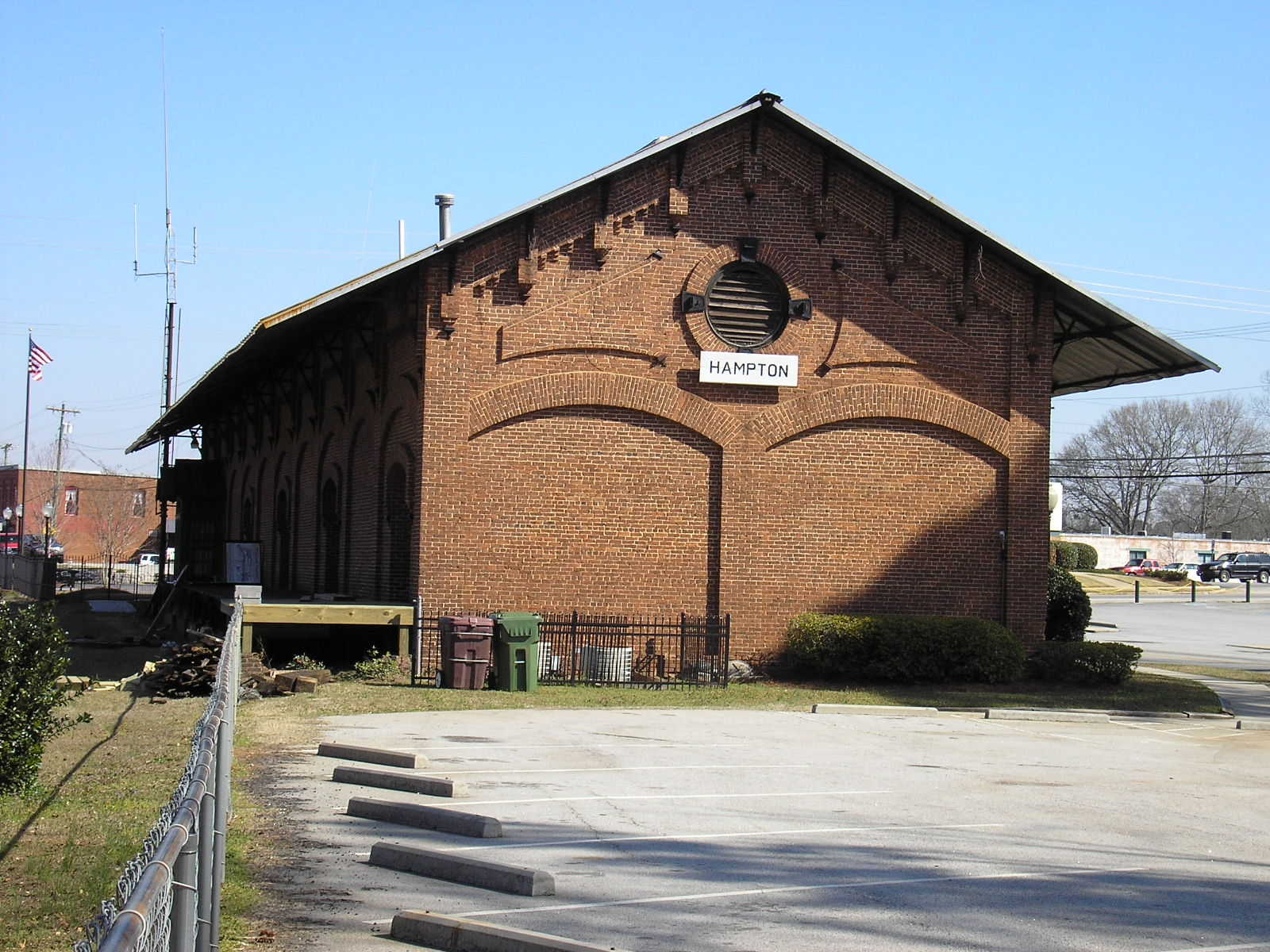
Hampton Depot (2006). Der ehemalige Bahnhof von Hampton entstand 1881 im Stile der späten Viktorianischen Architektur. Neben einer Wartehalle für Passagiere enthält das Gebäude einen Lagerraum für Baumwolle. Im Jahr 1957 stellte der Bahnhof den Betrieb ein. Im September 1979 wurde das Hampton Depot als erstes Objekt im County in das NRHP eingetragen.

13 Bauwerke und Historic Districts („historische Bezirke“) im Henry County sind im National Register of Historic Places („Nationales Verzeichnis historischer Orte“; NRHP) eingetragen (Stand 19. Januar 2024), darunter neben dem Courthouse der historische Ortskern von McDonough und das Rathaus von Locust Grove.

## Orte im Henry County
Orte im Henry County mit Einwohnerzahlen der Volkszählung von 2010:
Cities:
- Hampton – 6.987 Einwohner
- Locust Grove – 5.402 Einwohner
- McDonough (County Seat) – 22.084 Einwohner
- Stockbridge – 25.637 Einwohner

Census-designated place:
- Heron Bay – 3.384 Einwohner